# Andriejewskij (obwód kurski)
Andriejewskij (ros. Андреевский) – osiedle typu wiejskiego w zachodniej Rosji, w sielsowiecie lubostańskim rejonu bolszesołdatskiego w obwodzie kurskim.

## Geografia
Miejscowość położona jest 5,5 km od centrum administracyjnego sielsowietu lubostańskiego (Lubostań), 11,5 km od centrum administracyjnego rejonu (Bolszoje Sołdatskoje), 56 km od Kurska.

## Demografia
W 2010 r. miejscowość nie posiadała mieszkańców.